# 1873 na ciência

## Eventos
- Jacobus Henricus van 't Hoff e Joseph Le Bel, de modo independente, desenvolvem um modelo de ligação química que explica os experimentos quirais de Pasteur e provê a causa física da atividade ótica em compostos quirais.[1]

## Nascimentos
| Data            | Nome                | Profissão  | Nacionalidade  | Observações | Ref |
| --------------- | ------------------- | ---------- | -------------- | ----------- | --- |
| 20 de fevereiro | William Leon Dawson | ornitólogo | Estados Unidos | m. 1928     |     |

## Mortes
| Data           | Nome                   | Profissão               | Nacionalidade                  | Observações                                        | Ref         |
| -------------- | ---------------------- | ----------------------- | ------------------------------ | -------------------------------------------------- | ----------- |
| 27 de janeiro  | Adam Sedgwick          | geólogo                 | Reino da Grã-Bretanha          | n. 1785 Medalha Wollaston 1851 Medalha Copley 1863 | [ 2 ] [ 3 ] |
| 29 de maio     | Édouard de Verneuil    | paleontólogo            | França                         | n. 1805 Medalha Wollaston 1853                     | [ 2 ]       |
| 26 de novembro | Carl Friedrich Naumann | geólogo e mineralogista | Sacro Império Romano-Germânico | n. 1797 Medalha Wollaston 1868                     | [ 2 ]       |
| 14 de dezembro | Louis Agassiz          | zoólogo e geólogo       | Suíça                          | n. 1807 Medalha Wollaston 1836 Medalha Copley 1861 | [ 2 ] [ 3 ] |

## Prémios
Medalha Copley
- Hermann von Helmholtz[3]